# Галерија савремене ликовне уметности Ниш
Галерија савремене ликовне уметности Ниш (ГСЛУН) једна је од самосталних установа културе града Ниша, која у свом саставу има богат фонд слика и других инвентарских јединица разврстаних у шест збирки, најпознатијих ликовних уметника из Србије и свих крајева некадашње Југославије. 
Након оснивања 1970. године, ГСЛУН је прво користила, као изложбени простор, Павиљон у Тврђави, од 1982. Салон 77 (Бали-бегова џамија у нишкој Тврђави), а од 1994—2017. и галерију „Србија“. У тим просторима, за 40 година постојања ГСЛУ приредила је 1.055 изложби (605 самосталних и 450 колективних), страних и домаћих уметника, на којима је посебно пратила и пратстављала рад нишких уметника и учесника Ликовне колоније Сићево.

## Историјат
Галерија савремене ликовне уметности Ниш (ГСЛУН) формирана је на иницијативу истакнутих културних и јавних радника Ниша и других центара из некадашње Југославије који су били укључени и у рад Галерије.
Као самостална установа културе града Ниша, ГСЛУН основана је 9. јуна 1970. године са циљем да путем организовања различитих врста изложби, предавања, семинара и кроз прикаупљење стручне документације и научно-истраживачки рад у области савремене ликовне уметности, широј културној јавности, а пре свега грађанима Ниша и југоисточне Србије приближи дела савремене ликовне уметности. 
Први вршилац дужности директора био је Лазар Трифуновић, а први председник Савета Иван Табаковић.
Од 1. октобра 1975. ГСЛУН радила је при Народном музеју у Нишу, као одељење савремене уметности, да би до 26. децембра 1980. године, поново постала самостална институција културе града Ниша. 
Од марта 1981. године ГСЛУН се налази на другом спрату зграде бр.1 на Кеју кола српских сестара у строгом центру Ниша.
Од септембра 2013. године, одлуком Владе Србије, ГСЛУН, добила је статус установе културе од националног значаја и тако постала прва установа те врсте у Нишу.

### Галерија „Србија“
Галерија „Србија“, некада градска кафана, изложбени је простор у строгом центру града Ниша на Тргу краља Милана, укупне површине 280 m2 који је ГСЛУН користила од 1994. до 1. јуна 2017. године када је у процесу реституција враћена старим власницима. У њој су више од 20 година приређиване велике ретроспективне и колективне изложбе, али и друге културне манифестације.
Зграда галерије саграђена је у првој деценији 19. века као приземни угоститељски објекат, у духу западно европског еклектичног стила. Током марта 2006. саниран је кров и фасада и извршена адаптација ентеријера галерије. Када је она добила садашњи изглед - модерног галеријског простора европских стандарда, без подршке челника Града Ниша и вишегодишњег судског спора одузета је судском одлуком и додељена наследницима првобитних власника објекта.

## Организација
Галерија савремене ликовне уметности Ниш има укупно: 21 запосленог, од тога 12 са високом спремом (7 из основне делатности установе, од чега 2 магистра и 5 из административно-финансијске службе), 2 радника са вишом стручном спремом и 7 са средњом стручном спремом.
У свом саставу Галерија савремене ликовне уметности Ниш има конзерваторску радионицу и два изложбена простора:Павиљон у Нишкој тврђави и Салон 77.

### Павиљон у Нишкој тврђави
Павиљон у Нишкој Тврђави (некадашњи турски арсенал) укупне површина 305 m2, намењен је ауторским изложбама и изложбама које по конкурсу одобри Уметнички савет ГСЛУН. Уметнички павиљон се налази у Нишкој тврђави 50 метара северно од Стамбол капије, у некадашњем турском арсеналу саграђеном 1857. године. Објекат је правоугаоне основе, зидан од притесаног и необрађеног камена са четвороводним кровом покривен ђерамидама. Године 1971. на објекту павиљона извршени су обимни радови на ревитализацији и адаптацији ентеријера, и постављена гипсана зидна конструкција и четири пара стубова који носе плафонску конструкцију са расветом. 

### Салон 77
Овај салон, у Бали-бегова џамија у Нишкој тврђави, површине око 72 м², најмањи је изложбени простор у саставу ГСЛУ у Нишу. У њему се приређују поставке мањег обима - самосталне изложбе млађих уметника, изложбе са тематским садржајима и изложбе дела из појединих циклуса старијих уметника. Бали-бегова џамија у Нишкој тврђави, изграђена 1523. налази се у централном делу Нишке тврђаве, са леве стране главне стазе која води од Стамбол капије. Џамија је реконструисана и претворена у изложбени салон у периоду од 1976. до 1977. године. Квадратне је основе, са 16 прозора и куполом на пандантивима, висине 12 метара. 

## Задаци
Основни задаци Галерија савремене ликовне уметности Ниш су:
- организација колективних и самосталних изложби страних и домаћих уметника,
- праћење рада и пружање помоћи нишким уметницима
- сарадња са ликовним удружењима у циљу организације колективних и самосталних изложби,
- музеолошка делатност,
- издавачко-информативни рад и организација:
- организација рада Ликовне колоније Сићево и Графичке радионице Сићево, која се одвијала у два сазива: пролећном и јесењем.

## Збирке Галерије
ГСЛУ формирања галеријских збирки започела  је одмах по оснивању, на иницијативу др Лазара Трифуновића који је на  оснивању Галерије истакао: 
Један од важних задатака Галерије представља ставарање богатог и моћног уметничког фонда. Да би се то остварило неопходна је динамична политика заснована на сигурним и строгим критеријумима.
Настанак збирки ГСЛУ представља један од начина којим се битно афирмише култура у Граду Нишу који је, временом, постао центар трајне оставштина за будућност целе југоисточне Србије. Сва дела која се чувају у депоу ГСЛУ урађена су по свим музеолошким принципима и о њима се води комплетна документација.
Фонд ГСЛУН тренутно чини 1.388. дела подељених у 6 збирки: 
- збирка савременог сликарства, броји 570 дела, а настала је пре свега захваљујући Ликовној колонији Сићево и поклона уметника
- збирка савремене графике, броји 277 дела српских и иностраних аутора која пружају, не само сажет пресек кроз развој графичког медија на простору Србије, него и приказ најновијих достигнућа на светској графичкој сцени.
- збирка савремених цртежа, броји 116 дела, У збирци се налазе дела уметника кроз која можемо пратити развој технике цртежа од седамдесетих година до данас.
- збирка савремене скулптуре, са 47 дела изведених у различитим материјалима,
- збирка ликовних уметника Ниша, броји 332 дела (192 слике, 192 графике, 29 скулптура, 72 цртежа, 36 шриремих медија)
- збирка проширених медија броји 31 дело

Садржај збирки усклађен је са изложбеном политиком институција. У почетку су излагана дела српских и међународних уметника откупљивана или поклањана и била показатељ актуелних, уметничких пракси. Тако су ахваљујући ликовној колонији Сићево и откупним наградама Колоније Збирке су попуњаване у континуитету. За потребе Фонда откупе су чинили: СИЗ за културу, КПЗ, РЗК, а својевремено су учествовала и поједина нишка предузећа као што су: ЕИ Ниш, Ханивел, ДИН и Ђуро Салај.
Од деведесетих година када су фондови за откуп укинути, због опште друштвено-економске ситуације у Нишу збирка се попуњавала углавном индивидуалним поклонима аутора. Захваљујући поклонима уметника Фонд је обогаћен делима познатих уметника Зорана Петровића, Љубице Цуце Сокић, Синише Вуковића, Боже Илића, Кенџи Нагаи (Јапан), Ингер Лисе Расмусен ( Данска) , Маирин Грант (Ирска), Радомира Дамњановића Дамњана, Петра Омчикуса, Светомира Арсића Басаре, Мишка Павловића и других. 
Највећи допринос у континуираном попуњавању Збирке ГСЛУ има поред Ликовне колоније Сићево и Графичка радионица Сићево (установљена 2005) .